# Station Miłomłyn
Station Miłomłyn was een spoorwegstation in de Poolse plaats Miłomłyn.